# Razón de amor (Salinas)
Razón de amor es uno de los libros de poesía más importantes de Pedro Salinas; tanto para él como para todos aquellos poetas o escritores que buscaron una fuente de inspiración y buscaron en el amor. 